# Georg Plath
Georg Plath  (* 30. Januar 1860 in Halle (Saale); † 18. Januar 1948 in Erfurt) war ein deutscher evangelischer Geistlicher und Heimatforscher.
Georg Plath, Sohn des Theologen Karl Heinrich Christian Plath, war Pfarrer zu Liederstädt und Vitzenburg und beschäftigte sich mit der Geschichte in seinem Pfarrbereich. Anschließend war er in Mücheln Oberpfarrer und Superintendent. 1907 war er zum Pfarrer der Parochie Biesdorf in der Diözese Berlin, und im selben Jahr zum Superintendent bestellt worden.

## Werke
- Vier alte Glocken, in: Zeitschrift des Harzvereins für Geschichte und Alterthumskunde Bd. 24, 1891, S. 272–277
- Die Vitzenburg und ihre Bewohner, in: Zeitschrift des Harzvereins für Geschichte und Alterthumskunde Bd. 26, 1893, S. 302–373
- Die Klosterkirche von Reinsdorf: Eine Festschrift zu der am 29. Oktober 1893 vollzogenen Einweihung, Verlag W. Schneider, 1893
- Ein Tympanon aus Kloster Reinsdorf, in: Zeitschrift des Harz-Vereins für Geschichte und Alterthumskunde, Band 26–27, 1893, S. 409ff
- Die Glocken der Benediktinerabtei Reinsdorf, in: Zeitschrift des Harz-Vereins für Geschichte und Alterthumskunde, Band 31, 1898, S. 302–308
- Die Glocken zu Spielberg, in: Zeitschrift des Harz-Vereins für Geschichte und Alterthumskunde, Band 31, 1898
- Karl Plath, Inspektor der Gossnerschen Mission: ein Lebensbild, Schwerin 1904